# حل المسائل
حل المسائل ، کتاب‌های درسی، هستند، معمولاً در مقطع کارشناسی پیشرفته یا سطح کارشناسی ارشد، که در آن مواد به عنوان یک سری از مشکلات هر کدام با یک راه حل کامل داده سازمان یافته‌اند. کتاب‌های دشوار از کتاب‌های عملیاتی که در آن مشکلاتی که به عنوان یک ابزار اصلی آموزش  طراحی شده‌اند متمایز هستند، و تنها برای تمرین بر روی مواد به دست آمده در جاهای دیگر طراحی نشده‌اند.
کتاب‌های مشکل اغلب در علوم ریاضی و فیزیکی پیدا شده‌اند ، آن‌ها یک سنت قوی در سیستم آموزشی روسی دارند.
برخی از کتاب های حل المسائل برای دانش آموزان دبیرستانی منتشر می شود. کتاب های حل المسائل نسخه الکترونیکی نیز دارند به طور مثال وبسایت شاگرد برتر گام به گام دوازدهم و گام به گام عربی دوازدهم را به صورت الکترونیکی منتشر کرده است.